# Latarnia morska Lowestoft
Latarnia morska Lowestoft – latarnia morska położona w mieście Lowestoft w Suffolk. 

## Historia
Pierwsza latarnia została zbudowana w 1609 roku. Na żądanie właścicieli statków oraz kupców z Lowestoft oraz Winternon Trinity House postawiła dwie latarnie znane jako Low i High Light. Latarnie zostały przebudowana  w latach 1628 oraz 1676. High Lighthouse została przebudowana na kamienno-ceglaną wieżę i zastąpiono palenisko ze świeczkowego na węglowe. W 1706 roku z powodu erozji brzegu morskiego Low Lighthouse została wyłączona z użytku. W wyniku zażaleń nowa Low Lighthouse została uruchomiona w 1730 roku. Zastąpiono w niej palenisko węglowe na bardziej nowoczesnym, w którym zamiast węgla spalano olej wielorybi. W 1870 roku, po eksperymentach z elektrycznym oświetleniem w latarni morskiej South Foreland, podjęto decyzję o zelektryfikowaniu Latarni High Light. Jednak w okresie budowy obecnie istniejącej wieży parafina stała się ogólnie dostępnym paliwem i ze względów ekonomicznych zrezygnowano z elektrycznego zasilania latarni.
Ostatecznie latarnia została zelektryfikowana w 1936 roku. Została zautomatyzowana w 1975 roku i zmodernizowana w 1997. Obecnie jest kontrolowana z Trinity House Operations and Planning Centre w Harwich.